# Яніс Стренга
Яніс Стренга (латис. Jānis Strenga) — латвійський бобслеїст, олімпійський чемпіон, чемпіон світу.
Золоту олімпійську медаль та звання олімпійського чемпіона Стренга виборов на Сочинській олімпіаді 2014 року в складі латвійської четвірки. Власне, латвійська команда була другою після російської, але піднялася на перше місце після допінгового скандалу. Однак, рішення про ці медалі станом на березень 2018 року ще не затверджене.
На Пхьончханській олімпіаді 2018 року в змаганнях на бобах-двійках пара Мелбардіс/Стренга посіла третє місце й отримала бронзові медалі.

## Виноски
1. 1 2 3 4  https://www.olympic.org/pyeongchang-2018/results/en/bobsleigh/athlete-profile-n3022879-janis-strenga.htm
2. ↑  Two-man results (PDF). Архів оригіналу (PDF) за 19 лютого 2018. Процитовано 20 березня 2018. [Архівовано 2018-02-19 у Wayback Machine.]